# 预算集
预算集（英語：budget set，或称機會集）指包含在指定商品價格和個人收入水平的情況下的所有可能的消費組合。预算集在預算線之上。

## 数学定义
在集合式符號中，以{\displaystyle \mathbf {p} =\left[p_{1},p_{2},\ldots ,p_{k}\right]}的價格消費 {\displaystyle \mathbf {x} =\left[x_{1},x_{2},\ldots ,x_{k}\right]} 的物品，预算集是
{\displaystyle B=\left\{\mathbf {x} \in X:\mathbf {p} \mathbf {x} \leq m\right\}}
在這裡，{\displaystyle m} 是收入， 消費集是{\displaystyle X} 被認為是{\displaystyle \mathbb {R} ^{k}}中的非負卦限
從圖形上講，所有位於預算線內或於其上的消費束都構成預算集或機會集。
根據大多數定義，預算集必須緊湊且凸。